# Махайрод
Маха́йрод (Machairodus) — рід вимерлих хижих ссавців підродини Махайродові (шаблезубі коти), які жили у кайнозойську еру в періоді від середнього міоцену до пізнього плейстоцену (2-15 млн. років тому). Інша назва — «шаблезубий тигр» є калькою латинського терміна Machairodus, утвореного від грец. μάχαιρα («шабля», «махайра») та ὀδούς («зуб») — завдяки схожості їхніх верхніх ікол з давньогрецькими кривими мечами-махайрами.

## Опис

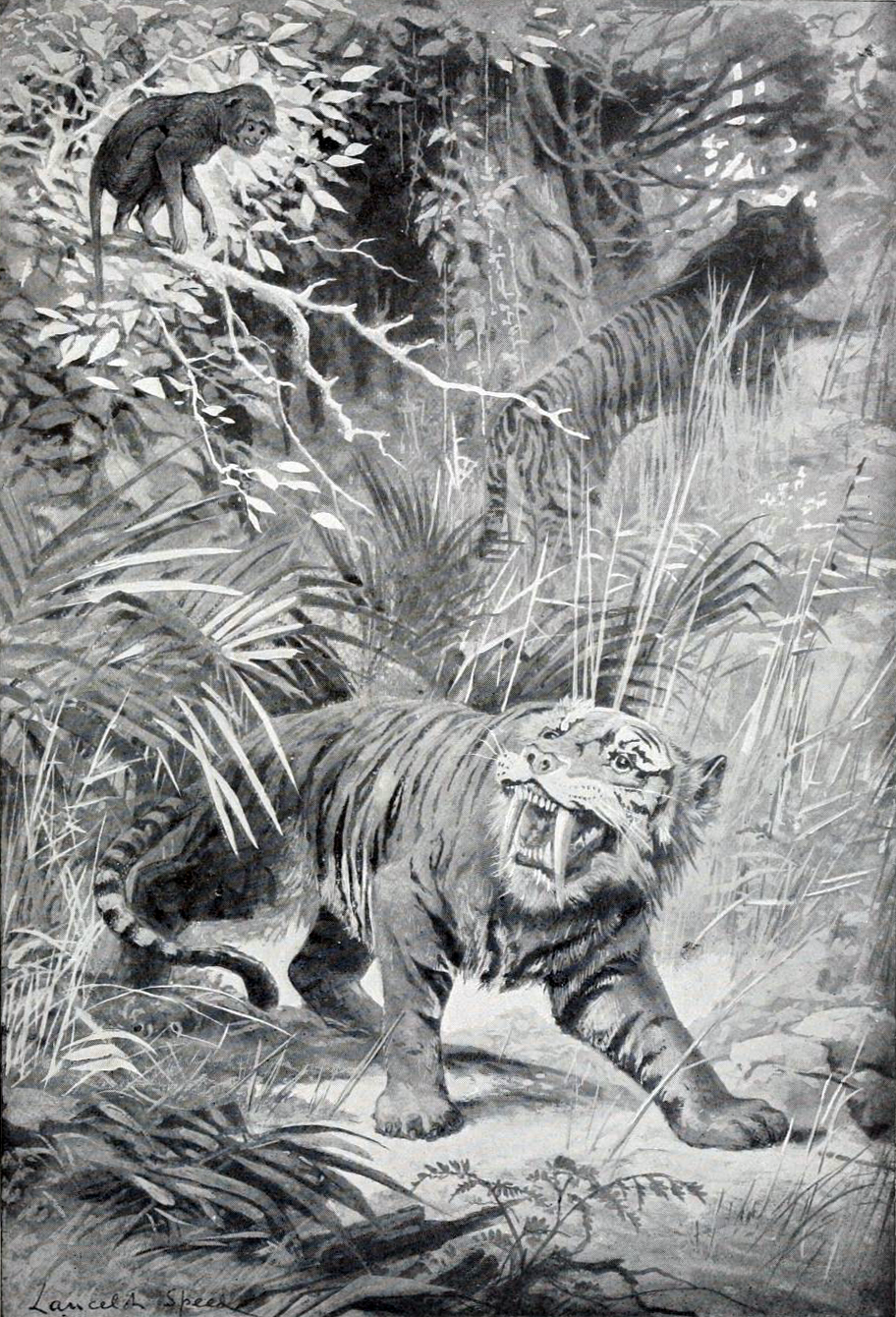
Ілюстрація

Протягом свого існування махайроди були представлені ≈ 20 різними видами, які мали вельми несхожу зовнішність. Проте, їхньою спільною характерною рисою були довгі верхні ікла з зубчастими внутрішніми гранями. Ікла махайрода були набагато довші за ікла сучасних представників родини котячих, але поступалися розміром іклам смілодонів — іншого роду підродини Махайродових. Махайрод у цілому був менший за смілодона: особини наймасивніших видів сягали у вазі 220 кг, у той час як вага великих смілодонів наближалася до 400 кг. Ікла махайрода, за якими він і отримав свою назву, призначалися для того, щоб спорювати тіло жертви — гостра внутрішня крайка, подібно давньогрецькій махайрі, була добре пристосованою для цієї мети. Махайроди використовували їх не так, як сучасні кішки: ікла були добивальною зброєю, ними хижак завдавав укуси вже у переможену жертву чи кусаючи у м'які області — живіт або горло. Взагалі, махайроди нечасто використовували ікла як колольну зброю, знаряддя для кусання, як і їхні близькі родичі смілодони. Встромляючи довгі ікла у костисті частини тіла тварини, хижак ризикував їх зламати. Палеонтологи пояснюють цією обставиною захворювання хребта, ознаки яких зустрічаються у їхніх останках. Під час спорювання тіла іклами виникає високе зсувове навантаження на хребці, що і приводило до остеохондрозу, на який страждали махайроди у другу половину життя.
В екосистемах махайроди були верхньою ланкою харчового ланцюга, полюючи великих травоїдних, переважно мастодонтів. Припускають, що хижаки були постачальниками їжі предкам людей — австралопітекам, які підбирали рештки здобичі махайродів. Виявлено, що одразу після зникнення мастодонтів вимерли й махайроди, а слідом за ними щезли й австралопітеки.

## Еволюція
Припускають, що перші представники роду з'явилися у середньому міоцені на території Євразії приблизно 15 мільйонів років тому. Протягом близько тринадцяти млн. років вони посідали верхні ланки харчового ланцюга, і вимерли близько 2 мільйонів років тому.  Вважають, що махайроди є предками гомотеріїв — хижаків, які з'явилися в пліоцені.
Наразі описано близько двадцяти видів махайродів, проте існування деяких підтримується не всіма палеонтологами. Представників роду поділюють на два основних типи (підроди). Перший підрід був поширений у різних районах Північної Америки та Євразії. До нього відносять види Machairodus aphanistus. Ареал другого, розвинутішого підроду також населяв Євразію та Північну Америку. До нього належать види Machairodus giganteus або «гігантський махайрод» (Євразія) та Machairodus coloradensis або «колорадський махайрод» (Північна Америка).

## Класифікація
- †Machairodus africanus
- †Machairodus aphanistus Kaup, 1832
- †Machairodus giganteus
- †Machairodus oradensis
- †Machairodus colorandensis
- †Machairodus  horribilis
- †Machairodus transvaalensis
- †Machairodus alberdiae
- †Machairodus copei
- †Machairodus laskarevi
- †Machairodus irtyschensis
- †Machairodus kabir Peigné, 2005
- †Machairodus kurteni Sotnikova, 1991
- †Machairodus fires
- †Machairodus ischimicus
- †Machairodus schlosseri
- †Machairodus palanderi
- †Machairodus palmidens
- †Machairodus robinsoni Kurtén, 1975
- †Machairodus inexpectatus
- †Machairodus giganteus
- †(Amphimachairodus giganteus)

## У культурі
Махайроди згадуються у деяких доісторичних романах, наприклад, «Печерний лев» Ж. Роні-старшого, «Ловці мамонтів» Е. Шторха та ін. У художніх творах вони описані як люті хижаки, вкрай небезпечні для первісної людини. Проте, згідно з даними сучасної палеонтології, представники роду Махайрод вимерли ще 2 млн. років тому, у пізньому плейстоцені. Цей факт робить сумнівною можливість зустрічі з ними доісторичних людей вида Homo sapiens, що з'явились значно пізніше, близько 400 000-200 000 років тому.